# Cementiri commemoratiu dels partisans de Mostar
El cementiri commemoratiu dels partisans de Mostar és un cementiri commemoratiu localitzat a Mostar, Bòsnia i Hercegovina, construït el 1965 en honor dels partisans iugoslaus de la ciutat que van morir durant la Segona Guerra Mundial a Iugoslàvia. És un monument únic a l'escala urbana de la ciutat de Mostar, amb un valor ambiental ben particular, que mostra totes les característiques d'un complex arquitectònic, estètic i disseny de paisatge.

## Ubicació
El fossar està situat al barri de Bijeli Brijeg, a la part occidental del municipi de Mostar, concretament al vessant nord del turó de Biskupova Glavica, i la seva entrada principal està localitzada al costat del carrer Kralja Petra Krešimira IV. Fins a la creació va ser una superfície boscosa i, a la part superior, hi havia la zona de protecció del dipòsit d'aigua. L'extensió del recinte comprèn 5.000 metres quadrats del sòl rústic, ordenats en sis terrasses irregulars. Una inspecció del registre de la propietat va comprovar que el conjunt dels terrenys van ser nacionalitzats i exempts de l'Ordinariat Episcopal de Mostar i, per tant, el títol de propietat i les relacions jurídiques derivades no s'havien resolt del tot.

## Descripció
El projecte de construcció del monument preveia 810 tombes, però només es van recollir les restes de 560 combatents caiguts, dels quals 8 van ser d'herois nacionals. Les seves despulles es van col·locar en cambres de formigó, de 60 x 40 x 50 centímetres, a sota dels sepulcres, mentre que els ossos de les tombes comunes, generalment, es col·loquen en un ossari commemoratiu d'una fornícula semicircular per posar-hi corones de flors. Per a la construcció del monument es van utilitzar grans blocs de pedra del turó, així com lloses extretes de les runes de la ciutat, causades per la devastació de la Segona Guerra Mundial a Iugoslàvia.
Al cementiri commemoratiu es van aixecar 630 làpides de forma abstracta amb el nom dels soldats caiguts. Si bé 560 contenen les respectives restes mortuòries, n'hi ha 70 en les que només apareix el nom, ja que mai se'ls va trobar. L'any 2004, però, amb el consentiment de l'autor, totes les 630 van ser substituïdes per unes de noves fetes amb pedra tenelija, de la mateixa forma i inscripció. Les plaques tenen un significat simbòlic, igual que tot el monument. Les formes de les làpides que marquen els combatents caiguts recorden els arbres talats, símbol de la joventut trencada. Als seus camins es van construir uns 87.000 còdols extrets del riu Neretva i les seves zones verdes es van adornar amb uns 1.200 arbusts decoratius diferents.

## Història

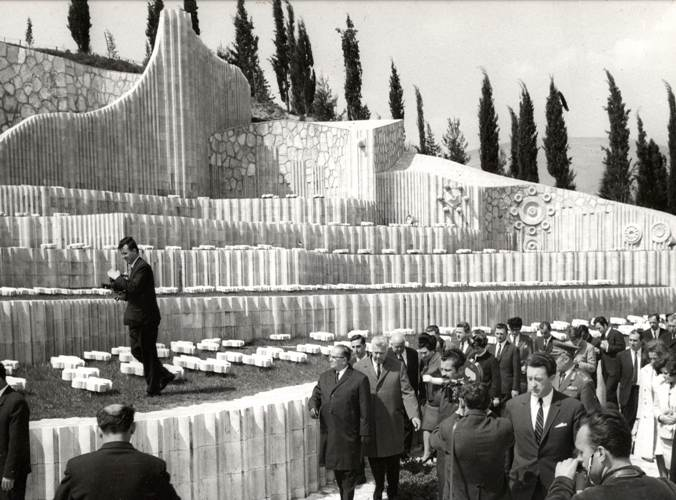
Visita de Josip Broz Tito al cementiri (1969).

A iniciativa de Džemal Bijedić, es va posar a càrrec a l'arquitecte de Belgrad Bogdan Bogdanović perquè realitzés el disseny del memorial. L'Assemblea Municipal va passar la decisió el 1960 i va ser dut a terme per la Corporació de Parcs i Plantacions de Mostar. La preparació del fossar va començar l'octubre de 1960 i la construcció va arrencar l'1 de desembre de 1960 amb la retirada d'11.000 metres cúbics de pedra. Ahmet Ribica, un enginyer civil, va estar al càrrec de les feines de perforació i dinamitació al turó així com de construcció del monument. El 25 de setembre de 1965, en honor al 20è aniversari de l'alliberament de Mostar i la formació del Batalló Mostar, va ser inaugurat per Josip Broz Tito. A l'acte d'inauguració, Tito va manifestar en el discurs: «En diversos països que he visitat, he vist molts monuments on he col·locat corones de flors. No obstant això, un monument tan bell i tan magnífic com aquest d'aquí, no l'he vist mai enlloc. Aquesta és realment una obra mestra de la nostra arquitectura, dels nostres artistes».
El 1992, el fossar va ser fortament danyat pels efectes de la guerra i la dinamita. Després del conflicte bèl·lic es va seguir deteriorant a causa de negligència severa, el vandalisme i la devastació.
El 31 de gener de 2003, es va constituir un comitè de suport a la renovació del fossar compost per Bogdan Bogdanović, Bori Podreka, Amir Pašić, Darko Minarik, Ekrem Krpo, Zdravko Gutić, Tihomir Rozić, Alija Bijavica, Milica Dogan, Florijan Mičković, Milivoj Gagro, Radmilo Andrić, Mumin Isić i Mustafa Selimović. Com a resultat, pel final de 2004 es va crear un programa operacional de mesures. El 2005, es van fixar les tasques i es van reconstruir diverses parts del complex inclòs la jardineria. El 9 de maig de 2005, l'espai es va tornar a obrir al públic.
El 2006 va ser proclamat monument nacional de Bòsnia i Hercegovina. Tanmateix, des de llavors, el fossar va tornar a caure, un cop més, en la negligència, el fort vandalisme i l'embrutiment d'escombraries, si bé entre 2008 i 2010, els governs dels Països Baixos i de Noruega van finançar-lo amb una subvenció d'uns 20.000 euros. A principi de 2022, van aparèixer més grafits nacionalistes a l'entrada, incloses esvàstiques, lletres «U» de l'Ústaixa i calúmnies contra els bosníacs. El 14 de juny de 2022, unes 700 tombes van ser destruïdes per vàndals.

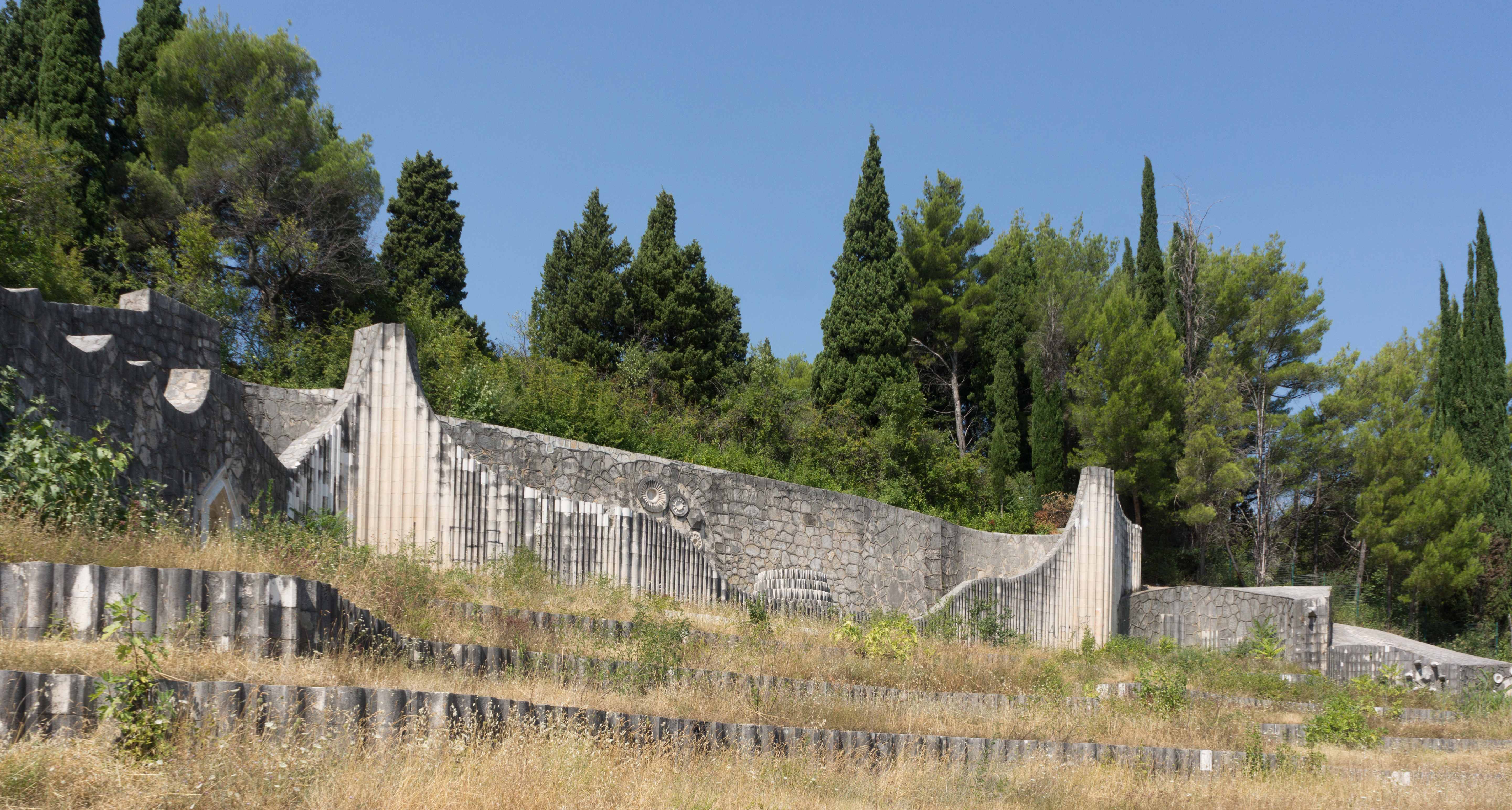
Vista del monument abandonat
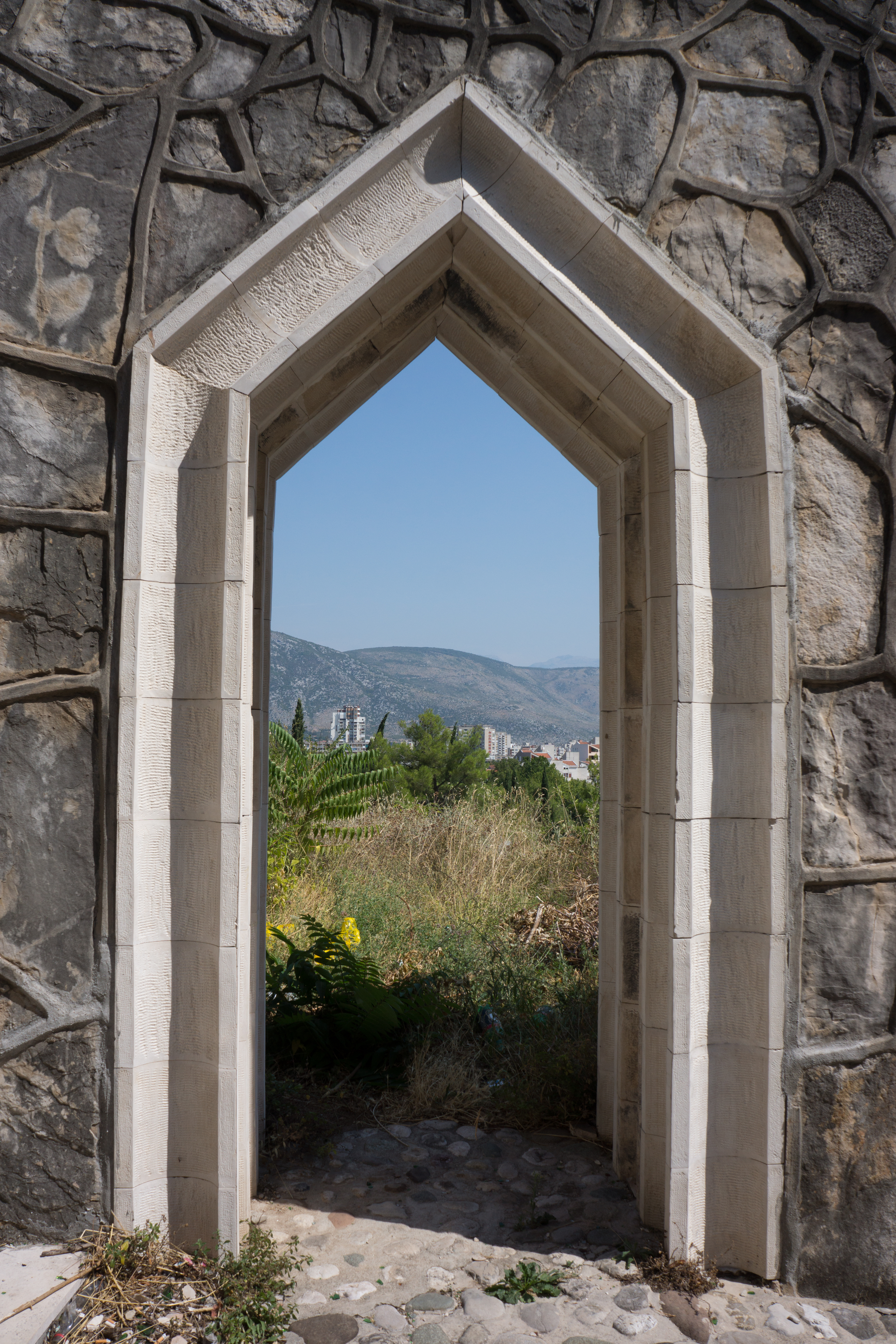
Entrada a la terrassa superior, sisena
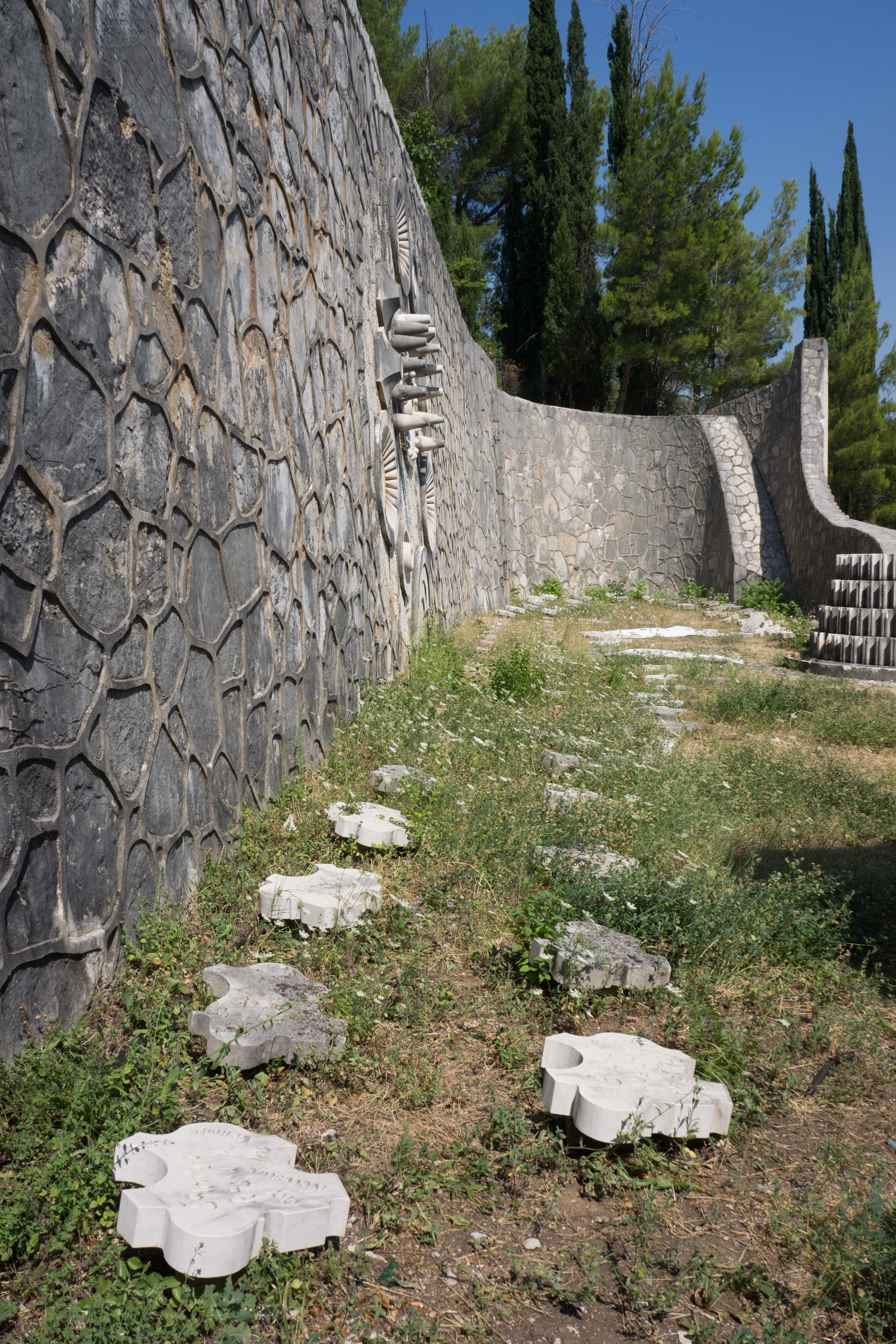
Terrassa superior amb vista al rellotge de sol i a la font dentada
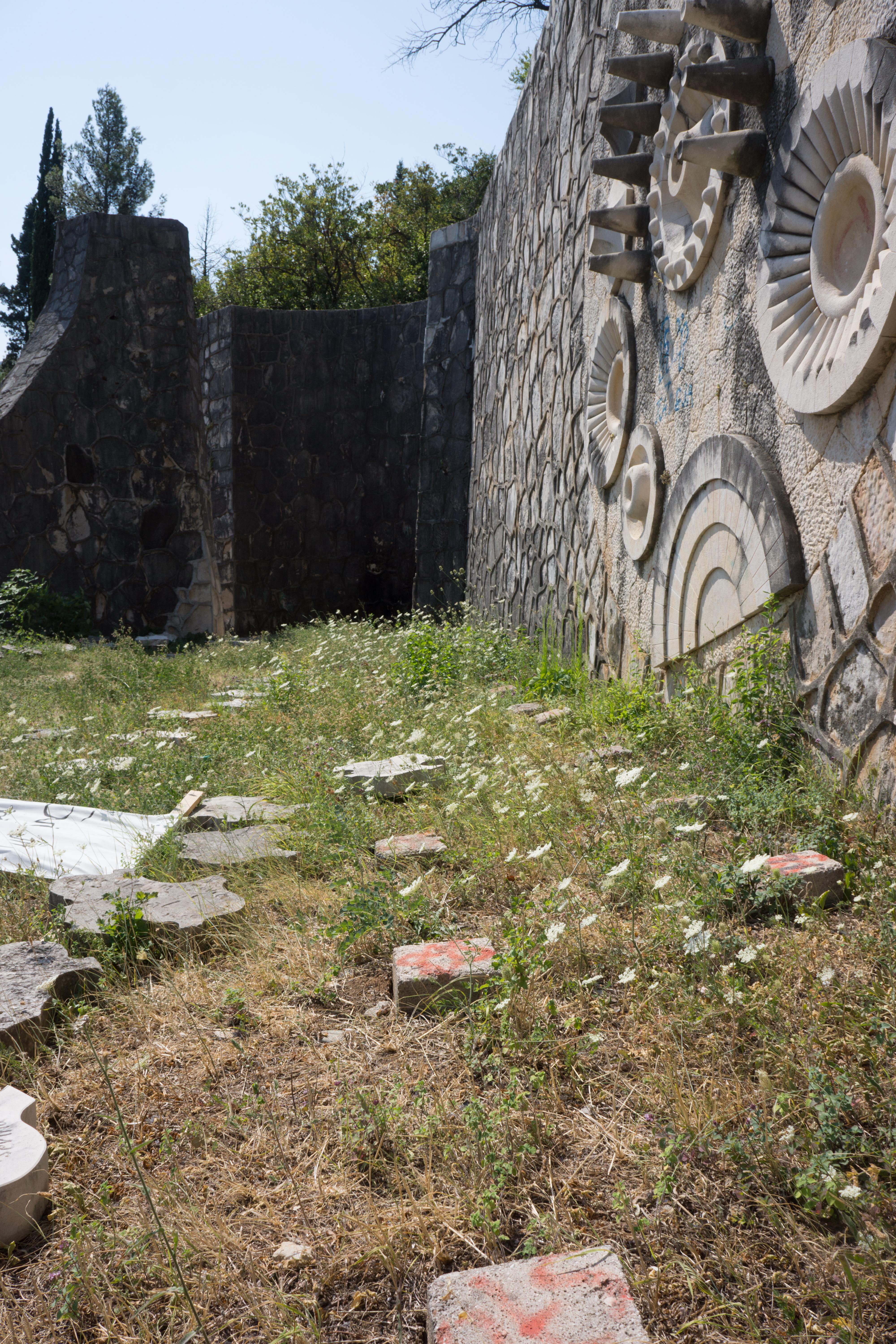
Rellotge de sol cosmològic
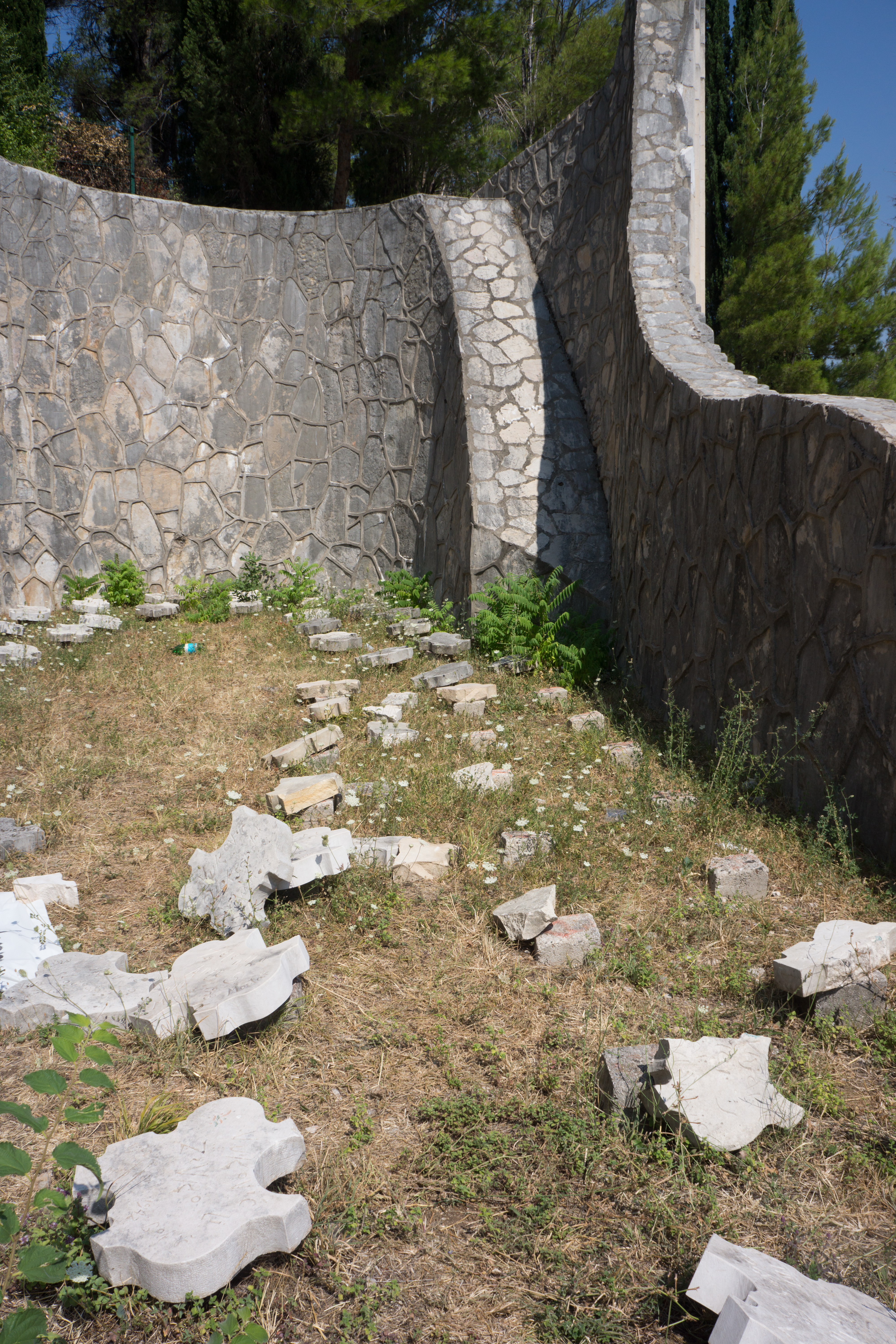
Terrassa abandonada amb tombes devastades